# Gerygone chloronotus
Gerygone chloronotus е вид птица от семейство Acanthizidae.

## Разпространение
Видът е разпространен в субтропичните и тропически влажни равнинни и мангрови гори на Северна Австралия и Нова Гвинея.